# Doroteia de Saxe-Coburgo-Koháry
Doroteia Maria Henriqueta Augusta Luísa de Saxe-Coburgo-Koháry (em alemão:  Dorothea Maria Henriette Auguste Louise von Sachsen-Coburg-Koháry; Viena, 30 de abril de 1881 — Dischingen, 21 de janeiro de 1967), foi uma princesa de Saxe-Coburgo-Gota do ramo católico de Koháry, a única filha do príncipe Filipe de Saxe-Coburgo-Koháry e da princesa Luísa Maria da Bélgica.

## Família
Doroteia foi a segunda criança e única mulher a nascer da união entre o príncipe Filipe de Saxe-Coburgo-Koháry e a princesa Luísa Maria da Bélgica.
Os seus avós paternos eram o príncipe Augusto de Saxe-Coburgo-Gota e a princesa Clementina de Orléans. Os seus avós maternos eram o rei Leopoldo II da Bélgica e a arquiduquesa Maria Henriqueta da Áustria.

## Casamento e adopções
Doroteia casou-se com o duque Ernesto Gunther II de Eslésvico-Holsácia, quinto filho e único varão do duque Frederico VIII de Eslésvico-Holsácia e da sua esposa, a princesa Adelaide de Hohenlohe-Langenburgo, no dia 2 de agosto de 1898 em Coburgo.
Doroteia e Ernesto não tiveram filhos seus, mas em 1920 adoptaram a princesa Maria Luísa e o príncipe João Jorge de Eslésvico-Holsácia, filhos do príncipe Alberto de Eslésvico-Holsácia e da condessa Ortrud de Ysenburg und Büdingen. Maria Luísa e João Jorge eram netos do duque Frederico de Eslésvico-Holsácia, irmão mais velho do rei Cristiano IX da Dinamarca.

## Ligações Externas
- Artigo sobre a vida de Doroteia
- La fortune de Dora. Une petite-fille de Léopold II chez les nazis. (Olivier Defrance & Joseph van Loon) (Racine, Bruxelles, 2013).